# 福島県道255号幾世橋小高線
福島県道255号幾世橋小高線（ふくしまけんどう255ごう きよはしおだかせん）は、福島県双葉郡浪江町から南相馬市に至る一般県道である。

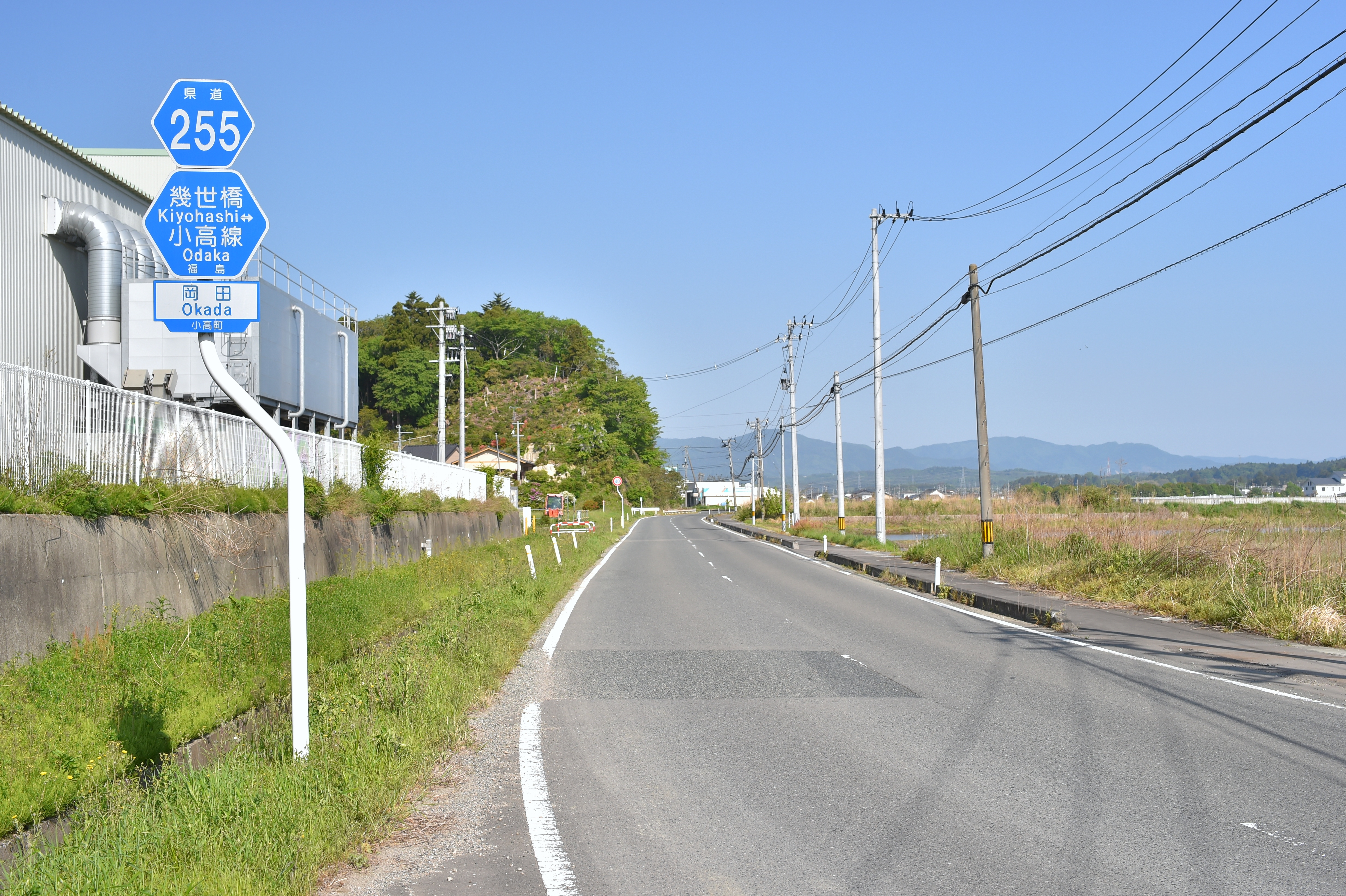
福島県道255号幾世橋小高線
南相馬市小高区岡田（2024年5月）

## 路線概要
- 起点：双葉郡浪江町大字北幾世橋字大町
- 終点：南相馬市小高区南町2丁目
- 総延長：9.959km[1]
  - 実延長：9.470km
- 路線認定年月日：1959年8月31日[2]

### 重用区間
- 福島県道391号広野小高線（南相馬市小高区浦尻字中林崎～同市小高区浦尻字北原）
- 福島県道391号広野小高線（南相馬市小高区女場字山田～同市小高区女場字沼田）
- 国道6号（南相馬市小高区福岡字白山（福岡交差点）～同市小高区福岡字有山（塩行交差点））

### 道路施設
羽和形橋
- 全長：42.1m
- 幅員：11.0m
- 竣工：1979年[3]

南相馬市小高区蛯沢字江ノ東にて二級水系宮田川を渡る。橋上は上下対向2車線で供用され、上り線側に歩道が設置されている。東日本大震災に伴う津波により架橋当時のコンクリート製高欄が破壊され、金属製の高欄にて復旧された。

## 通過する自治体
- 双葉郡浪江町 － 南相馬市

## 接続・交差する道路
- 浪江町内
  - 福島県道254号長塚請戸浪江線（北幾世橋字大町 起点）
- 南相馬市内
  - 福島県道391号広野小高線 相馬方面（小高区浦尻字中林崎）
  - 福島県道391号広野小高線新道 相馬方面（小高区浦尻字北原）
  - 福島県道391号広野小高線 広野方面（小高区浦尻字北原）
  - 福島県道391号広野小高線新道 広野方面（小高区浦尻字町）
  - 福島県道391号広野小高線 広野方面（小高区女場字山田）
  - 福島県道391号広野小高線 相馬方面（小高区女場字沼田）
  - 国道6号 いわき方面（小高区福岡字白山（福岡交差点））
  - 国道6号 相馬方面（小高区福岡字有山（塩行交差点））
  - 福島県道120号浪江鹿島線（小高区南町2丁目 終点）

## 沿線
- 浪江町立幾世橋小学校
- 金ケ森溜池
- 蛯沢稲荷神社